# SN 2002jt
SN 2002jt – supernowa typu Ia odkryta 28 listopada 2002 roku w galaktyce A001336-1008. W momencie odkrycia miała maksymalną jasność 22,60m.